# Álbuns número um na Billboard 200 em 1996
A seguir apresenta-se a lista dos álbuns número um na Billboard 200 no ano de 1996. Os dados foram compilados pela Nielsen SoundScan, a qual então baseava-se apenas nas vendas físicas a cada semana nos Estados Unidos, e publicados através da revista Billboard.

## Histórico
| Data            | Álbum                                 | Artista                  | Referências                   |
| --------------- | ------------------------------------- | ------------------------ | ----------------------------- |
| 6 de Janeiro    | Daydream                              | Mariah Carey             | [ 2 ] [ 3 ]                   |
| 13 de Janeiro   | Daydream                              | Mariah Carey             | [ 2 ] [ 3 ]                   |
| 20 de Janeiro   | Waiting to Exhale                     | Vários                   | [ 4 ] [ 5 ] [ 6 ] [ 7 ] [ 8 ] |
| 27 de Janeiro   | Waiting to Exhale                     | Vários                   | [ 4 ] [ 5 ] [ 6 ] [ 7 ] [ 8 ] |
| 3 de Fevereiro  | Waiting to Exhale                     | Vários                   | [ 4 ] [ 5 ] [ 6 ] [ 7 ] [ 8 ] |
| 10 de Fevereiro | Waiting to Exhale                     | Vários                   | [ 4 ] [ 5 ] [ 6 ] [ 7 ] [ 8 ] |
| 17 de Fevereiro | Waiting to Exhale                     | Vários                   | [ 4 ] [ 5 ] [ 6 ] [ 7 ] [ 8 ] |
| 24 de Fevereiro | Jagged Little Pill                    | Alanis Morissette        | [ 9 ]                         |
| 2 de Março      | All Eyez on Me                        | Tupac Shakur             | [ 10 ] [ 11 ]                 |
| 9 de Março      | All Eyez on Me                        | Tupac Shakur             | [ 10 ] [ 11 ]                 |
| 16 de Março     | Jagged Little Pill                    | Alanis Morissette        | [ 12 ] [ 13 ] [ 14 ]          |
| 23 de Março     | Jagged Little Pill                    | Alanis Morissette        | [ 12 ] [ 13 ] [ 14 ]          |
| 30 de Março     | Jagged Little Pill                    | Alanis Morissette        | [ 12 ] [ 13 ] [ 14 ]          |
| 6 de Abril      | Anthology 2                           | The Beatles              | [ 15 ]                        |
| 13 de Abril     | Jagged Little Pill                    | Alanis Morissette        | [ 16 ] [ 17 ] [ 18 ]          |
| 20 de Abril     | Jagged Little Pill                    | Alanis Morissette        | [ 16 ] [ 17 ] [ 18 ]          |
| 27 de Abril     | Jagged Little Pill                    | Alanis Morissette        | [ 16 ] [ 17 ] [ 18 ]          |
| 4 de Maio       | Evil Empire                           | Rage Against the Machine | [ 19 ]                        |
| 11 de Maio      | Fairweather Johnson                   | Hootie & the Blowfish    | [ 20 ] [ 21 ]                 |
| 18 de Maio      | Fairweather Johnson                   | Hootie & the Blowfish    | [ 20 ] [ 21 ]                 |
| 25 de Maio      | The Score                             | Fugees                   | [ 22 ] [ 23 ] [ 24 ] [ 25 ]   |
| 1º de Junho     | The Score                             | Fugees                   | [ 22 ] [ 23 ] [ 24 ] [ 25 ]   |
| 8 de Junho      | The Score                             | Fugees                   | [ 22 ] [ 23 ] [ 24 ] [ 25 ]   |
| 15 de Junho     | The Score                             | Fugees                   | [ 22 ] [ 23 ] [ 24 ] [ 25 ]   |
| 22 de Junho     | Load                                  | Metallica                | [ 26 ] [ 27 ] [ 28 ] [ 29 ]   |
| 29 de Junho     | Load                                  | Metallica                | [ 26 ] [ 27 ] [ 28 ] [ 29 ]   |
| 6 de Julho      | Load                                  | Metallica                | [ 26 ] [ 27 ] [ 28 ] [ 29 ]   |
| 13 de Julho     | Load                                  | Metallica                | [ 26 ] [ 27 ] [ 28 ] [ 29 ]   |
| 20 de Julho     | It Was Written                        | Nas                      | [ 30 ] [ 31 ] [ 32 ] [ 33 ]   |
| 27 de Julho     | It Was Written                        | Nas                      | [ 30 ] [ 31 ] [ 32 ] [ 33 ]   |
| 3 de Agosto     | It Was Written                        | Nas                      | [ 30 ] [ 31 ] [ 32 ] [ 33 ]   |
| 10 de Agosto    | It Was Written                        | Nas                      | [ 30 ] [ 31 ] [ 32 ] [ 33 ]   |
| 17 de Agosto    | Beats, Rhymes and Life                | A Tribe Called Quest     | [ 34 ]                        |
| 24 de Agosto    | Jagged Little Pill                    | Alanis Morissette        | [ 35 ] [ 36 ] [ 37 ]          |
| 31 de Agosto    | Jagged Little Pill                    | Alanis Morissette        | [ 35 ] [ 36 ] [ 37 ]          |
| 7 de Setembro   | Jagged Little Pill                    | Alanis Morissette        | [ 35 ] [ 36 ] [ 37 ]          |
| 14 de Setembro  | No Code                               | Pearl Jam                | [ 38 ] [ 39 ]                 |
| 21 de Setembro  | No Code                               | Pearl Jam                | [ 38 ] [ 39 ]                 |
| 28 de Setembro  | Home Again                            | New Edition              | [ 40 ]                        |
| 5 de Outubro    | Falling Into You                      | Céline Dion              | [ 41 ] [ 42 ]                 |
| 12 de Outubro   | Falling Into You                      | Céline Dion              | [ 41 ] [ 42 ]                 |
| 19 de Outubro   | From the Muddy Banks of the Wishkah   | Nirvana                  | [ 43 ]                        |
| 26 de Outubro   | Falling Into You                      | Céline Dion              | [ 44 ]                        |
| 2 de Novembro   | Recovering the Satellites             | Counting Crows           | [ 45 ]                        |
| 9 de Novembro   | Best of Volume I                      | Van Halen                | [ 46 ]                        |
| 16 de Novembro  | Anthology 3                           | The Beatles              | [ 47 ]                        |
| 23 de Novembro  | The Don Killuminati: The 7 Day Theory | Tupac Shakur             | [ 48 ]                        |
| 30 de Novembro  | Tha Doggfather                        | Snoop Dogg               | [ 49 ]                        |
| 7 de Dezembro   | Razorblade Suitcase                   | Bush                     | [ 50 ] [ 51 ]                 |
| 14 de Dezembro  | Razorblade Suitcase                   | Bush                     | [ 50 ] [ 51 ]                 |
| 21 de Dezembro  | Tragic Kingdom                        | No Doubt                 | [ 52 ] [ 53 ]                 |
| 28 de Dezembro  | Tragic Kingdom                        | No Doubt                 | [ 52 ] [ 53 ]                 |